# Glacera de les Sources de l'Isère

La glacera de les Sources de l'Isère, anteriorment coneguda com glacera Galise, és una glacera en els Alps francesos situada a la Savoia, a l'est del Coll de l'Iseran i de la comuna- Estació d'esquí de Val-d'Isère, tocant la frontera italiana.

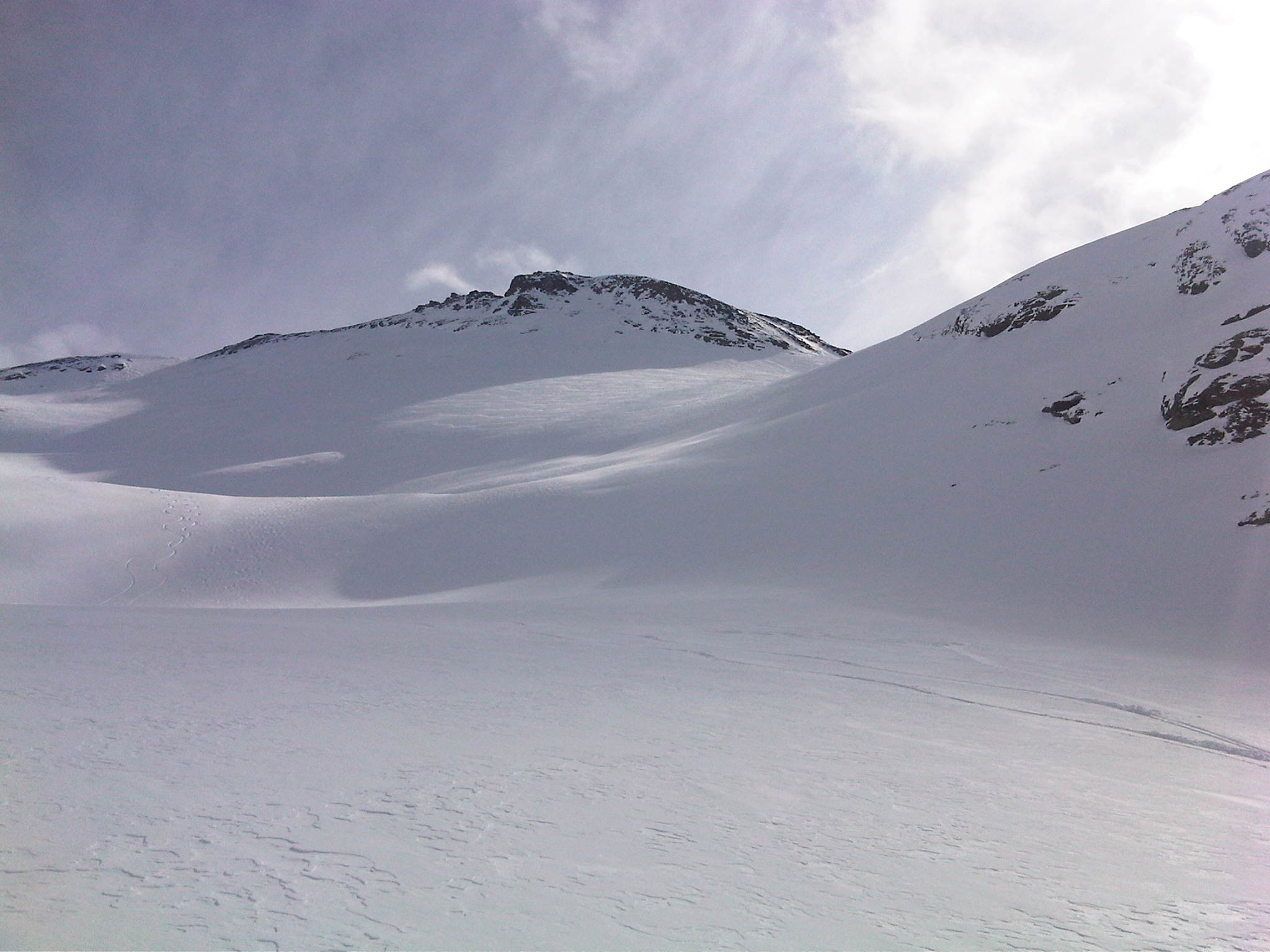
La glacera de les Sources de l'Isère sota la Gran agulla Rousse.

L'Isère, un afluent fluvial alpí del Roine, va ser designat amb el nom d'Isara (Ισαρ a la Geografia de Ptolemeu) o fins i tot Isaros (Ισαρος a la Geografia d'Estrabó) a l'època gal·la. Aquest hidrònim, força corrent a Europa, significaria "l'impetuós, el ràpid".
Compost per diverses masses de gel dominades per la Grande aiguille Rousse, la Petite aiguille Rousse, la Pointe du Gros Caval, la Cime d’Oin i la Cime de la Vache, les seves aigues de fusió dona lloc al Riu Isèra, un dels dels principals afluents del Roine.